# پلی‌کندریت عودکننده
پلی‌کندریت عودکننده (انگلیسی: Relapsing polychondritis) یک بیماری سیستمیک است که با دوره‌های پیاپی التهاب و در برخی موارد بدتر شدن درد غضروف در گوش، حلق و دنده‌ها مشخص می‌شود. اگر دستگاه تنفسی، دریچه‌های قلب یا رگ‌های خونی تحت تأثیر قرار گیرند، این بیماری می‌تواند تهدیدکننده زندگی باشد. مکانیسم دقیق آن به خوبی یافته نشده است.
تشخیص درست بر اساس علائم انجام می‌شود و با بررسی‌هایی مانند آزمایش‌های خون و گاهی آزمایش‌های دیگر انجام می‌شود. درمان ممکن است شامل درمان علامتی با مسکن یا داروهای ضد التهاب باشد و موارد شدیدتر ممکن است نیاز به سرکوب سیستم ایمنی داشته باشد.